# باشگاه فوتبال یغوارد
باشگاه فوتبال دینامو یغوارد (ارمنی: Դինամո Եղվարդ Ֆուտբոլային Ակումբ; انگلیسی: FC Yeghvard) یک باشگاه فوتبال در شهر یغوارد و در کشور ارمنستان می‌باشد که در لیگ برتر فوتبال ارمنستان بازی می‌کند. زمین خانگی این باشگاه ورزشگاه شهر یغوارد بود. 

## تاریخچه
این باشگاه در سال ۱۹۸۶ میلادی تأسیس شد اما در سال ۱۹۹۳ میلادی منحل شد و در حال حاضر در سطح فوتبال حرفه‌ای فعالیتی ندارد.

## آمار لیگ
| اتحاد شوروی (۱۹۹۰ – ۱۹۹۱) |                               |     |      |     |       |      |        |          |     |        |      |
| فصل                       | دسته                          | سطح | بازی | برد | تساوی | باخت | گل زده | گل خورده | +/- | امتیاز | مکان |
| ۱۹۹۰                      | Vtoraja nizšaja liga - 2 zona | ۴   | ۲۲   | ۵   | ۶     | ۱۱   | ۳۶     | ۴۸       | -۱۲ | ۱۶     | ۱۰.  |
| ۱۹۹۱                      | Vtoraja nizšaja liga - 2 zona | ۴   | ۳۸   | ۱۲  | ۷     | ۱۹   | ۶۱     | ۷۰       | -۹  | ۳۱     | ۱۳.  |
| ارمنستان (۱۹۹۲ – ۱۹۹۶)    |                               |     |      |     |       |      |        |          |     |        |      |
| فصل                       | دسته                          | سطح | بازی | برد | تساوی | باخت | گل زده | گل خورده | +/- | امتیاز | مکان |
| ۱۹۹۲                      | لیگ برتر                      | ۱   | ۲۲   | ۱۰  | ۴     | ۸    | ۴۹     | ۳۹       | +۱۰ | ۲۴     | ۱۸.  |
| ۱۹۹۳                      | لیگ دسته اول - گروه A         | ۲   | ۲۲   | ۱۴  | ۳     | ۵    | ۵۵     | ۳۴       | +۲۱ | ۳۱     | ۳.   |
| ۱۹۹۴                      | لیگ دسته اول                  | ۲   | ۱۸   | ۵   | ۰     | ۱۳   | ۳۴     | ۶۴       | -۳۰ | ۱۰     | ۷.   |
| ۱۹۹۵/۹۶                   | لیگ دسته اول                  | ۲   | ۲۲   | ۱   | ۱     | ۲۰   | ۱۷     | ۹۱       | -۷۴ | ۴      | ۱۲.  |

## افتخارات
لیگ دسته اول فوتبال ارمنستان: 1993 , ۱۹۹۵

## مدیران
- سارگیس هُویویان (۱۹۸۶-۱۹۸۷)
- سارگیس گئورگیان (۱۹۹۰-۱۹۹۱)
- آرکادی هوُسپیان (۱۹۹۲)